# Murti
V hindujski tradiciji je murti (sanskrt मूर्ति, romanizirano mūrti, lit. 'oblika, utelešenje ali trden predmet') pobožna podoba, kot je kip, ikona ali idol božanstva ali svetnika. V hindujskih templjih je simbolična ikona. Tako niso vse hindujske podobe bogov in svetnikov murti, na primer zgolj dekorativne skulpture v templjih in na ulicah. Murti sam po sebi ni bog v hinduizmu, ampak je oblika, utelešenje ali manifestacija božanstva.
Murti najdemo tudi v nekaterih neteističnih džainističnih tradicijah, kjer služijo kot simboli čaščenih smrtnikov v džainističnih templjih in jih častijo v obredih murtipudžaka.
Murti je običajno izdelan s klesanjem kamna, obdelavo lesa, ulivanjem kovine ali lončarstvom. Besedila starodavnih časov, ki opisujejo njihova ustrezna razmerja, položaje in kretnje, vključujejo Purane, Agama in Samhite. Izrazi v murti se razlikujejo v različnih hindujskih tradicijah, od simbolike ugra ('jezen') za izražanje uničenja, strahu in nasilja (Durga, Kali) do saumja ('miren') simbolike za izražanje veselja, znanja in harmonije (Sarasvati, Lakšmi in Ganeša). Slike Saumja so najpogostejše v hindujskih templjih. Druge oblike murti, ki jih najdemo v hinduizmu, so lingam.
Murti je za nekatere hindujce utelešenje božanskega, končne resničnosti ali Brahmana. V verskem kontekstu jih najdemo v hindujskih templjih ali domovih, kjer jih lahko obravnavamo kot ljubljene goste in služijo kot udeleženci obreda pudža. Ob drugih priložnostih služijo kot središče pozornosti v letnih prazničnih procesijah; ti se imenujejo utsava murti. Najzgodnejše murti omenja Pāṇini v 4. stoletju pred našim štetjem. Pred tem se je zdelo, da je obredno polje agnicajane služilo kot predloga za tempelj.
Murti (napisano tudi murthi) se lahko imenuje tudi vigraha, pratima ali preprosto božanstvo.
Hindujski privrženci gredo v mandirje, da sprejmejo daršan, darujejo prasada božanstvu (vegetarijanska hrana, kuhana posebej za predanost), izvajajo pudža (predano spoštovanje in molitev enemu ali več božanstvom) in arti (luč (običajno iz plamena) se obredno maha za čaščenje božanstev).

## Etimologija in terminologija
Murti dobesedno pomeni vsako trdno telo ali obliko z določeno obliko ali mejami, proizvedeno iz materialnih elementov. V starodavni indijski literaturi je v nasprotju z umom, mislijo in nematerialnim. Izraz se nanaša tudi na katero koli utelešenje, manifestacijo, inkarnacijo, personifikacijo, videz, podobo, idola ali kip božanstva.
Najzgodnejša omemba izraza murti se pojavlja v primarnih Upanišadah, sestavljenih v 1. tisočletju pr. n. št., zlasti v verzu 3.2 Aitareja Upanišade, verzu 1.13 Švetašvatara Upanišade, verzu 6.14 Maitrajanija Upanišade in verzu 1.5 Prašna Upanišade. Na primer, Maitrajanija Upanišada uporablja izraz za »obliko, manifestacijo časa«. Razdelek si prizadeva dokazati obstoj časa, priznava težave pri dokazovanju obstoja časa s strani Pramane (epistemologija v indijski filozofiji), nato pa vstavi teorijo induktivnega sklepanja za epistemološki dokaz.
Razdelek vključuje koncept časa in ne-časa, pri čemer navaja, da je ne-čas tisti, ki je obstajal pred stvarjenjem vesolja, in čas kot tisti, ki je nastal z nastankom vesolja. Ne-čas je nedeljiv, čas je deljiv in Maitri Upanišada nato trdi, da je »leto mūrti časa«. Robert Hume razpravo o »mūrti časa« v verzu 6.14 Maitri Upanišade prevede kot 'oblika'.
Večina učenjakov, kot so Jan Gonda, Max Muller, PV Kane in Stephanie Jamison, navaja, da v vedski dobi ni bilo niti murtijev niti templjev niti čaščenja, ki bi ga spodbujali idoli. Obredi vedskega hinduizma so bili usmerjeni v naravo in abstraktna božanstva, ki so jih med jadžno klicali s himnami. Vendar pa ni splošnega soglasja, saj učenjaki, kot je A.C. Das, kažejo na besedo Mūradeva v verzih Rigvede 7.104.24, 10.87.2 in 10.87.14. Ta beseda se lahko nanaša na »Deva, ki je fiksna« ali »Deva, ki je neumna«. Prejšnja razlaga, če je točna, lahko namiguje, da so v vedski dobi obstajale skupnosti, ki so imele Devo v obliki murti, kontekst teh hvalnic pa nakazuje, da bi se izraz morda nanašal na prakse plemenskih skupnosti zunaj vedskih krat.
Enega najzgodnejših trdnih besedilnih dokazov o podobah Deve v pomenu murti najdemo v Dživikarthe Capanje sanskrtskega slovničarja Pāṇinija, ki je živel približno v 4. stoletju pred našim štetjem. Omenja Acala in Cala, pri čemer se prva nanaša na podobe v svetišču, druga pa na podobe, ki so jih prenašali iz kraja v kraj. Panini omenja tudi Devalaka, kar pomeni skrbnike podob čaščenja, ki podobe kažejo, a jih ne prodajajo, pa tudi Dživika kot ljudi, katerih vir preživetja so bila darila, ki so jih prejeli od bhakt. V starodavnih sanskrtskih besedilih, ki sledijo Paninijevemu delu, najdemo številne sklice na božanske podobe z izrazi, kot so Devagrha, Devagara, Devakula, Devajatana in drugi. Ta besedila, navaja Noel Salmond, močno nakazujejo, da so templji in murti obstajali v starodavni Indiji do približno 4. stoletja pred našim štetjem. Nedavni arheološki dokazi potrjujejo, da sta se znanje in umetnost kiparstva v Indiji uveljavila v obdobju imperija Maurja (~3. stoletje pr. n. št.).
Do zgodnjega 1. tisočletja pred našim štetjem je izraz murti pomenil idole, podobo ali kip v različnih indijskih besedilih, kot je Bhajišja Purana verz 132.5.7, Brihat Samhita 1.8.29 in napisi v različnih delih Indije. Izraz murti je bil bolj splošen izraz, ki se nanaša na idola ali kip kogar koli, bodisi božanstva, katerega koli človeka, živali ali katere koli umetnosti. Pratima vključuje murti kot tudi slikanje katerega koli neantropomorfnega predmeta. V nasprotju s tem sta Bera ali Bimba pomenila samo "božji idol", Vigraha pa je bil sinonim za Bimbo.

## Vrste
Murti je v sodobni rabi vsaka podoba ali kip. Najdemo ga lahko znotraj ali zunaj templja ali doma, nameščenega za premikanje s praznično procesijo (utsava murti) ali pa je samo mejnik. Je pomemben del hindujske ikonografije in se izvaja na več načinov. Dve veliki kategoriji vključujeta:
- Raudra ali Ugra - so podobe, ki naj bi prestrašile, vzbujale strah. Ti imajo običajno široke, okrogle oči, nosijo orožje, imajo lobanje in kosti kot okras. Te idole so častili vojaki pred odhodom v vojno ali ljudje v stiski ali napakah. Templji božanstev Raudra niso bili postavljeni v vaseh ali mestih, temveč vedno zunaj in na oddaljenih območjih kraljestva.
- Šanta in Saumja - sta podobi, ki sta bili mirni, miroljubni in izražata ljubezen, sočutje, prijaznost in druge vrline v hindujskem panteonu. Te podobe bi med drugim nosile simbolične ikone miru, znanja, glasbe, bogastva, rož in čutnosti. V starodavni Indiji so bili ti templji prevladujoči v vaseh in mestih.

Poleg antropomorfnih oblik religioznega murtija nekatere tradicije hinduizma cenijo anikonizem, kjer so alternativni simboli oblikovani v murti, kot je lingam za Šivo, joni za Devi in saligrama za Višnuja.

## Metode in priročniki
Murti, če so pravilno izdelani, so izdelani v skladu s pravili oblikovanja Šilpa Šastra. Priporočajo materiale, mere, razmerje, dekoracijo in simboliko murtija. Razlago metafizičnega pomena vsake faze izdelave in predpisovanje posebnih manter za posvečevanje procesa ter priklic in priklic moči božanstva v podobi najdemo v liturgičnih priročnikih Agama in Tantra. V tantričnih tradicijah murtija namestijo svečeniki z obredom Prana pratipta, kjer se mantre včasih recitirajo z jantrami (mističnimi diagrami), pri čemer pravita Harold Coward in David Goa, da je »božanska vitalna energija kozmosa vlita v skulpturo« in potem je božansko dobrodošlo, kot bi sprejeli prijatelja. Po mnenju Gudrun Buhnemann ezoterične hindujske tantrične tradicije skozi besedila, kot je Tantra-tatva, sledijo izdelanim ritualom, da bi murtiju vlili življenje. Nekatera besedila tantre, kot je Pancaratraraksa, trdijo, da gre vsakdo, ki meni, da je ikona Višnuja le »navaden predmet« iz železa, »v pekel«. Hindujske skupine so kritizirale uporabo murtija in zlasti obreda posvetitve prana pratistha, pravi Buhnemann. Te skupine navajajo, da je ta praksa prišla iz novejših »lažnih tantričnih knjig«, v Vedah pa ni niti ene besede o takšnem obredu.
Umetniki, ki izdelujejo katero koli umetnost ali obrt, vključno z murtiji, so bili znani kot šilpini. Formalno usposobljeni šilpini oblikujejo murtija ne v skladu z domišljijo, temveč v skladu s kanoničnimi priročniki, kot so Agama in besedila Šilpa Šastra, kot je Višvakarma. Gradbeni material sega od gline do lesa, marmorja in kovinskih zlitin, kot je pančaloha. Brihat Samhita iz 6. stoletja in besedilo Manasara-Silpasastra iz 8. stoletja (dobesedno: »traktat o umetnosti z uporabo metode merjenja«) identificirata devet materialov za izdelavo murtijev – zlato, srebro, baker, kamen, les, sudha (vrsta štukature, maltni omet), sarkara (gramoz, pesek), abhasa (vrste marmorja) in zemlja (glina, terakota). Za abhaso besedila opisujejo delovne metode za različne vrste marmorja, specializirane kamne, barve in razpon motnosti (prozoren, prosojen in kristal).
Brihat Samhita, enciklopedija iz 6. stoletja, ki obravnava vrsto tem od vrtnarstva do astrologije do gemologije do murti in oblikovanja templjev,[34] v 56. poglavju določa, da mora biti višina pratime (murti){\displaystyle {\tfrac {7}{8}}} višine vrat svetega svetišča, višina Pratime in širina prostora svetega svetega mora biti v razmerju 0,292, stoji na podstavku, ki je širok 0,146 širine svetega prostora, nato besedilo opisuje 20 tipov templjev z njihovimi dimenzijami. Poglavje 58 besedila opisuje razmerja različnih anatomskih delov murtija, od glave do pet, skupaj s priporočilom v verzu 59.29, da so splošno sprejete variacije v obleki, okrasju in dimenzijah lokalnih regionalnih tradicij za murtija umetniška tradicija.
Besedila priporočajo materiale za izdelavo, proporce, položaje in mudre, simbolične predmete, ki jih murti drži v rokah, barve, oblačila in okraske, ki gredo k murtiju vsakega boga ali boginje, vozila božanstev, kot so Garuda, bik in lev, in druge podrobnosti. Besedila vključujejo tudi poglavja o oblikovanju džainskih in budističnih murtijev, kot tudi reliefe modrecev, apsar, različnih vrst bhakt (na osnovi bhakti joge, džnana joge, karma joge, asketov), ki okrasijo območje v bližini murtijev. Besedila priporočajo, da se material izdelave in relativna lestvica murtijev povežeta z lestvico dimenzij templja z uporabo dvanajstih vrst primerjalnih meritev.
V južni Indiji je material, ki se uporablja predvsem za murti, črni granit, medtem ko je material v severni Indiji bel marmor. Vendar za nekatere hindujce niso pomembni uporabljeni materiali, temveč vera in meditacija o univerzalnem absolutnem Brahmanu. Natančneje, bhakte meditirajo ali častijo brezobličnega Boga (nirguna Brahman) skozi simboliko Boga murti (saguna Brahman) med pudžo pred murtijem ali meditacijo na Tirthankaro v primeru džainizma, s čimer postane material konstrukcija ali posebna oblika murtija ni duhovno pomembna.
Po besedah Johna Keaya: »Šele potem, ko so dosegli izjemno strokovnost pri upodobitvi figure Bude ter živali in človeka, so se indijski kamnoseki obrnili k izdelavi podob ortodoksnih 'hindujskih' božanstev«. Vendar se drugi učenjaki tega mnenja ne strinjajo. Trudy King idr. navajajo, da so bile kamnite podobe častitljivih figur in duhov varuhov (jakša) prvič ustvarjene v džainizmu in hinduizmu, okoli 2. stoletja pred našim štetjem, kot kažejo izkopavanja v regiji Mathura, in to znanje je preraslo v ikonografske tradicije in kamnite spomenike v Indiji, vključno s tistimi za budizem.

## Vloga pri bogoslužju
Glavne hindujske tradicije, kot so vaišnavizem, šivaizem, šaktizem in smartaizem, dajejo prednost uporabi murtija. Te tradicije kažejo, da je lažje posvetiti čas in se osredotočiti na duhovnost prek antropomorfnih ali neantropomorfnih ikon. Hindujski spisi, kot je Bhagavad Gita, navaja v verzu 12.5:
| “ | Veliko težje se je osredotočiti na Boga kot nemanifestiranega kot na Boga z obliko, ker imajo ljudje potrebo po zaznavanju s čutili. | ” |

V hinduizmu, trdi Jeaneane Fowler, murti sam po sebi ni bog, je 'podoba boga' in s tem simbol in predstavitev. Fowler pravi, da je murti oblika in manifestacija brezobličnega Absoluta. Tako je dobesedni prevod murti kot 'idola' napačen, ko se idol razume kot vraževerni namen sam po sebi. Tako kot fotografija osebe ni resnična oseba, je murti v hinduizmu podoba, vendar ne resnična stvar, vendar v obeh primerih podoba spominja na nekaj, kar ima čustveno in resnično vrednost za gledalca. Ko oseba časti murtija, se domneva, da gre za manifestacijo bistva ali duha božanstva, prek njega se meditirajo duhovne ideje in potrebe častilca, vendar ideja končne resničnosti ali Brahmana ni omejena v njem.
Pobožne (bhakti gibanje) prakse so osredotočene na negovanje globoke in osebne vezi ljubezni z Bogom, pogosto izražene in omogočene z enim ali več murtiji in vključujejo individualne ali skupnostne himne, japo ali petje (bhajan, kirtan ali arti). Dejanja predanosti, zlasti v večjih templjih, so strukturirana tako, da murtija obravnavajo kot manifestacijo spoštovanega gosta, dnevna rutina pa lahko vključuje jutranje prebujanje murtija in zagotavljanje, da je »umit, oblečen in z venci«. V vaišnavizmu se gradnja templja za murtije šteje za dejanje predanosti, vendar je pogosta tudi ne-murti simbolika, kjer je aromatična rastlina tulsi ali saligrama anikonični opomnik spiritualizma v Višnu. Ti obredi pudže z murtijem ustrezajo starodavnim kulturnim običajem za ljubljenega gosta, murtija pa sprejmejo, poskrbijo zanj in ga nato prosijo, naj se upokoji.
Christopher John Fuller trdi, da podobe v hinduizmu ni mogoče enačiti z božanstvom in da je predmet čaščenja božansko, čigar moč je znotraj podobe, podoba pa ni predmet čaščenja sama, hindujci verjamejo, da je vse vredno čaščenja, saj vsebuje božansko energijo, ki izhaja iz enega boga. Po Agamah se bimba murti (स्थूलमूर्ति / बिम्बमूर्ति) razlikuje od mantra murti (मन्त्रमूर ्ति) z vidika obredov, kretenj, hvalnic in daril.
Nekatere hindujske veroizpovedi, kot sta Arja Samaj in Satja Mahima Darma, zavračajo čaščenje malikov.

## Pomen
Starodavna indijska besedila poudarjajo pomen murtija v duhovnem smislu. Vāstusūtra Upaniṣad, katerega rokopisi na palmovih listih so bili odkriti v 1970-ih med oddaljenimi vasmi Orisse – štirje v jeziku orija in eden v surovem sanskrtu, trdi, da doktrina ustvarjanja umetnosti murti temelji na načelih izvora in razvoja vesolja, je »oblika vsake oblike kozmičnega stvarnika«, ki empirično obstaja v naravi, in deluje tako, da navdihuje bhakte k razmišljanju o končnem najvišjem principu (Brahmanu). To besedilo, katerega datum nastanka ni znan, vendar verjetno iz poznega 1. tisočletja n. št., razpravlja o pomenu podob kot, pravijo Alice Boner in drugi, »navdihujočega, dvigajočega in očiščevalnega vpliva« na gledalca in »sredstva sporočanja vizije najvišje resnice in za dajanje okusa neskončnega, ki leži onstran«.